# Нель-ла-Монтань
Нель-ла-Монта́нь (фр. Nesles-la-Montagne) — коммуна во Франции, находится в регионе Пикардия. Департамент коммуны — Эна. Входит в состав кантона Шато-Тьерри. Округ коммуны — Шато-Тьерри.
Код INSEE коммуны — 02540.

## Население
Население коммуны на 2010 год составляло 1210 человек.
| 1962 | 1968 | 1975 | 1982 | 1990 | 1999 | 2010 |
| ---- | ---- | ---- | ---- | ---- | ---- | ---- |
| 457  | 511  | 530  | 883  | 928  | 1073 | 1210 |

## Экономика
В 2010 году среди 816 человек трудоспособного возраста (15—64 лет) 601 были экономически активными, 215 — неактивными (показатель активности — 73,7 %, в 1999 году было 77,8 %). Из 601 активных жителей работали 556 человек (292 мужчины и 264 женщины), безработных было 45 (24 мужчины и 21 женщина). Среди 215 неактивных 80 человек были учениками или студентами, 101 — пенсионерами, 34 были неактивными по другим причинам.